# Искусственные жабры
Искусственные жабры — неподтверждённая концепция системы для подводного дыхания, разработанная израильским изобретателем Аланом Боднером (Alan Bodner). Согласно утверждениям автора, прибор позволяет выделять воздух, растворённый в воде, таким образом необходимость в баллонах с газом если не пропадает, то существенно уменьшается. По состоянию на начало 2019 года ни один действующий прототип не был представлен публике, сведений о состоянии разработки в открытых источниках нет.

## Принцип действия
Выделение растворённого в воде кислорода производится в камере, куда заливается небольшое количество воды, после этого из неё (камеры) выкачивается кислород. Вследствие этого (см. Законы Дальтона) растворимость кислорода в воде уменьшается, и он начинает выделяться в виде газа, который может использоваться для дыхания. В аппарате используется аккумуляторная батарея, которой хватает приблизительно на час работы, однако сама установка в её нынешнем варианте слишком громоздка для практического применения и существует в виде лабораторного образца.

## Искусственные жабры внаучной фантастике
- Человек-амфибия